# Hat (Qubadli)
Pour les articles homonymes, voir Hat.
Hat est un village de la région de Qubadli en Azerbaïdjan.

## Histoire
Le nom ancien du village était Beuyuk Hat.
En 1993-2020, Hat était sous le contrôle des forces armées arméniennes. En 2020, le village de Hat a été restitué sous le contrôle de l'Azerbaïdjan.